# Vyšší policejní škola a Střední policejní škola Ministerstva vnitra v Praze
Vyšší policejní škola a Střední policejní škola Ministerstva vnitra v Praze (zkratka VPŠ a SPŠ MV v Praze) je jedna ze dvou vyšších odborných a středních policejních škol v České republice, které jsou zřizovány Ministerstvem vnitra České republiky. Sídlí v Praze 9 – Hrdlořezích a ředitelkou školy je od roku 2022 plk. Mgr. Ivana Ježková, MBA.

## Poslání školy
Vyšší policejní škola a Střední policejní škola Ministerstva vnitra v Praze za účelem přípravy občanů k ochraně společnosti a zabezpečení dodržování právního řádu realizuje pro potřeby rezortu vnitra a bezpečnostních sborů, zejména pak Policie ČR (dále jen „PČR“), střední, vyšší a celoživotní vzdělávání.
Ve škole studují jak žáci střední odborné školy a studenti vyšší odborné školy, tak příslušníci a zaměstnanci PČR a Ministerstva vnitra (dále jen „MV“) v rámci celoživotního vzdělávání. Absolventi základních škol se mohou přihlásit ke studiu na střední odborné škole a absolvovat čtyřleté bezpečnostně zaměřené studium zakončené maturitní zkouškou. Studium na vyšší odborné škole, které je realizováno dálkovou formou, je určeno především pro příslušníky i zaměstnance PČR a další zaměstnance MV, ale i pro civilní uchazeče splňující podmínky k přijetí. Další významnou cílovou skupinou jsou policisté a zaměstnanci PČR, MV a většiny bezpečnostních sborů, kteří zde studují v kurzech celoživotního vzdělávání, zaměřených na osvojování znalostí a rozvoj dovedností v mnoha různých oblastech, včetně cizích jazyků, pedagogiky, time a stres managementu, komunikačních dovedností, utajovaných informací, informatiky, bezpečnosti, kontrol apod.

## Vedení školy
k 1.7. 2025
- Ředitel školy: plk. Mgr. Ivana Ježková, MBA
- Zástupce ředitele pro výchovu a vzdělávání: plk. Mgr. Josef Dobsa
- Zástupce ředitele pro jazykové a další vzdělávání: Mgr. Bc. Jiří Sůva Ph.D.

## Informace o škole
Areál Vyšší policejní školy a Střední policejní školy MV v Praze 9 – Hrdlořezích se rozkládá na ploše 13,5 ha. Se svými 64 kmenovými učebnami, 98 specializovanými učebnami, 3 tělocvičnami a vzdělávacím centrem patří k největším rezortním školám. Má celkovou kapacitu 1100 studujících a účastníků kurzů a více než 100 vyučujících. Je Fakultní školou Pedagogické fakulty Univerzity Karlovy v Praze.
V roce 2018 bylo ke škole v Praze zřízeno odloučené pracoviště v Sokolově, kterému byla Karlovarským krajem v roce 2021 poskytnuta pro potřeby zajišťování středního odborného vzdělávání v regionu samostatná budova s kapacitou při plné obsazenosti 8 tříd celkem s 208 žáky.
VPŠ a SPŠ MV v Praze je organizační složkou státu, jejím statutárním orgánem je ředitel školy. Škola má akreditaci pro odborné vzdělávání ve studijních oborech Bezpečnostně právní činnost a Přípravné trestní řízení. Dále má jako jediná instituce dalšího vzdělávání pedagogických pracovníků v rezortu MV akreditované "Studium pedagogiky pro učitele" a realizuje jazykové zkoušky MV z anglického, německého, francouzského a ruského jazyka na úrovních A2, B1, B2 a C1, které jsou uvedeny v Seznamu standardizovaných jazykových zkoušek pro účely systému jazykové kvalifikace zaměstnanců ve správních úřadech vydávaného MŠMT. Za výuku českého jazyka pro německé policisty škola obdržela za rok 2020 Evropskou jazykovou cenu Label.

## Fotogalerie

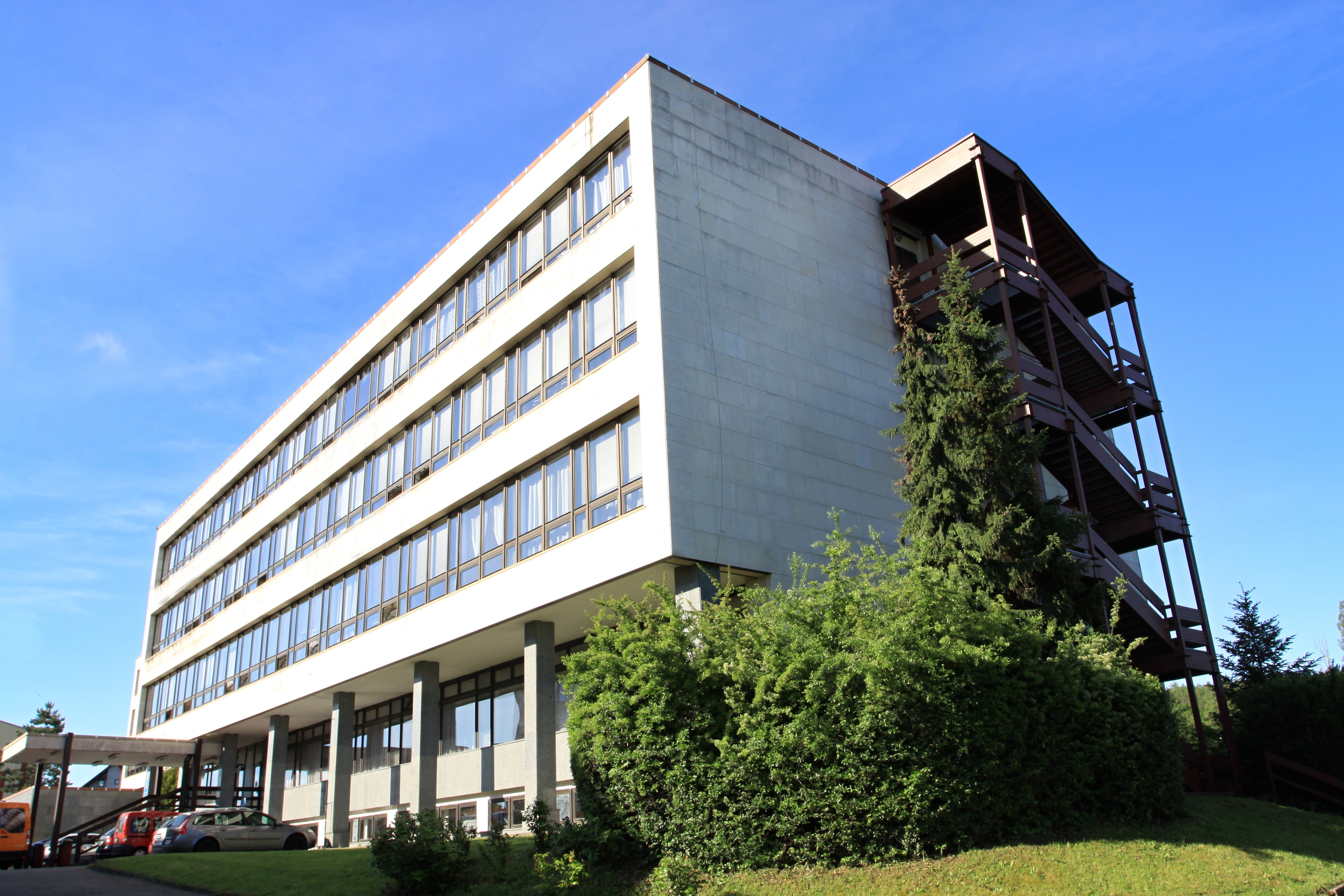
Školská budova - učebny střední a vyšší odborné školy, vedení školy
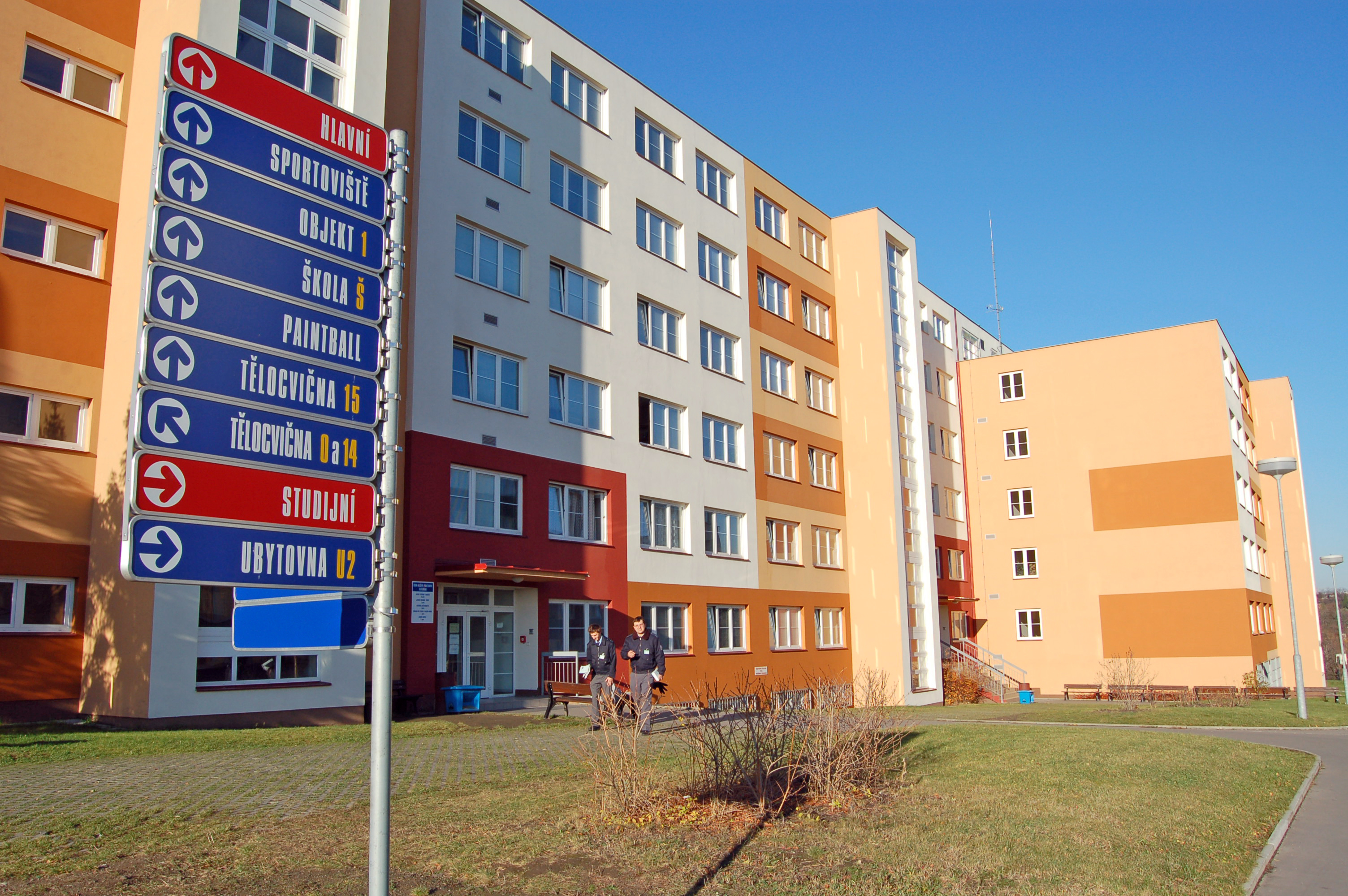
Budova U2 - Centrum jazykového a dalšího vzdělávání a internát školy
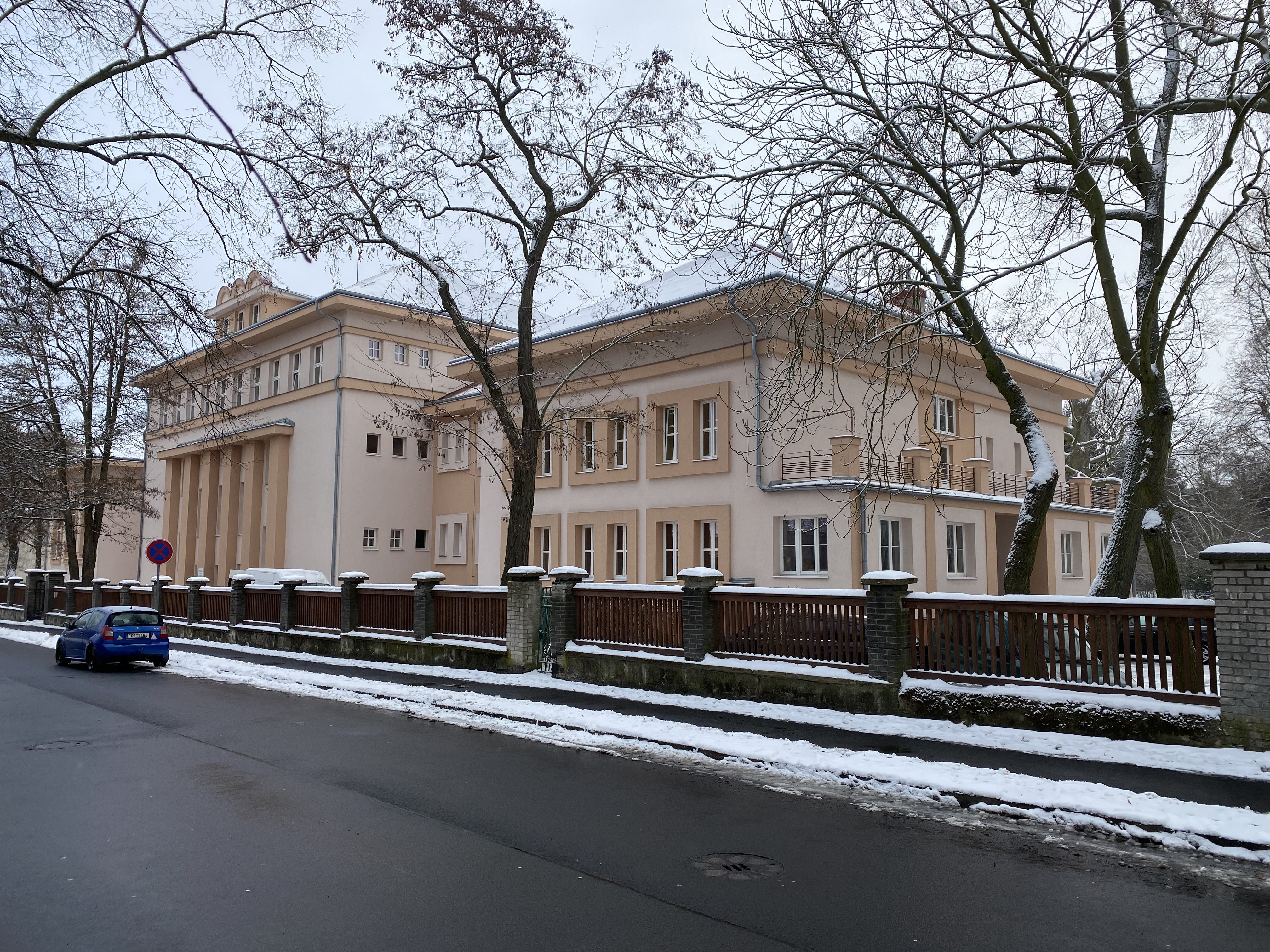
Budova odloučeného pracoviště Sokolov